# U Smile
U Smile ist ein Lied des kanadischen Musikers Justin Bieber. Es wurde am 24. August 2010 als dritte und letzte Single aus Biebers Debütalbum My World 2.0 veröffentlicht, woraufhin es unter anderem in den USA und in Kanada in die Charts einstieg. Zuvor war der Titel am 16. März 2010 als zweiter Promo-Tonträger des Albums veröffentlicht.

## Hintergrund
In einem Interview mit MTV sagte Bieber über das Lied, dass es eines der besten sei, die er je aufgenommen habe. Zudem sei es eine Rückblende zu all den großartigen Liedern, mit denen er aufgewachsen sei. Außerdem habe er den Titel für seine Fans geschrieben, da sie ihm geholfen hätten, seine Träume zu verwirklichen.
Im August 2010 verlangsamte Nick Pittsinger, ein aus Florida stammender Musiker, das Lied um rund 800 %, sodass es nun ungefähr 35 Minuten lang war. Die Aktion erlangte große mediale Aufmerksamkeit.

## Musikvideo

### Hintergrund und Rezeption
Das Video wurde am 30. September 2010 erstmals gezeigt. Bieber sagte über das Video, dass es darum gehe, seine Fans die „ultimative Fantasie eines jeden seiner Anhänger erleben zu lassen: Seine Freundin zu sein“.
Mawuse Ziegbe stand dem Video positiv gegenüber und deutete an, dass es einen „reiferen Bieber zeigt, welcher die ruhigen Momente mit seiner Freundin abseits der niemals aufhörenden Fanhisterie zu genießen scheint“. Zudem war sie der Meinung, dass der Clip sehr gut Biebers Begabungen als Instrumentalist darstelle.

### Zusammenfassung
Das Video beginnt mit Sequenzen, in denen eine Gruppe an Mädchen auf einer Straße vor einem Gebäude steht, während Bieber versucht, unerkannt dieses zu verlassen. Die Gruppe entdeckt ihn jedoch und läuft auf ihn zu. Schließlich gibt er Autogramme und macht Fotos mit seinen Fans. Dabei beginnt Bieber, sich für ein Mädchen aus der Gruppe zu interessieren. Er fragt sie, ob sie sich später treffen wollen, wobei sie zusagt. Erst in der nächsten Szene beginnt das Lied und Bieber ist in einem leeren Saal zu sehen, wie er Klavier spielt und singt. Kurz darauf taucht sein Date auf und sie schleichen in einen leeren Theaterraum, wo sie herumalbern. Am Ende sieht man die beiden spielerisch herumtollen, während Bieber in einer anderen Sequenz noch im Theaterraum Klavier spielt.

## Mitwirkende Personen
Quelle: Album-Booklet
- Songwriting: Justin Bieber, Jerry Duplessis, Arden Altino, Dan August Rigo
- Produktion: Jerry Duplessis, Arden Altino
- Stimmaufnahme: Andy Grassi, Serge Tsai, Dave Clauss, Warren Babson; William Villane (Assistent)
- Stimmproduktion: Kuk Harrell; Travis Harrington (Assistent)
- Piano, Keyboard: Arden Altino; Paul J. Falcone (ergänzend)
- Gitarre: Bruno Beatz, Ben DeFusco
- Mundharmonika: Frédéric Yonnet
- Abmischung: Glen Marchese
- Toningenieur: Pat Thrall

## Kritiken
Leah Greenblatt von Entertainment Weekly beschrieb das Lied als den „mit großem Abstand besten Titel des Albums My World 2.0“ und beschrieb es als „ein schimmerndes Teil des Genres Blue-Eyed Soul“. Als Beispiel hierfür nannte sie das Musikduo Hall & Oates. Bill Lamb hob den Titel besonders hervor und war der Meinung, dass garantiert sei, dass er „warme und benommenen Empfindungen bei Millionen seiner Fans hervorrufen wird“. Allerdings würden auch Erwachsene nicht von dem Lied enttäuscht seien. Auch Monica Herrera von Billboard kommentierte die Single und vertrat die Meinung, dass sie „auch auf ältere Hörer“ Eindruck machen wird.

## Kommerzieller Erfolg

### Chartplatzierungen
Mit 83.000 verkauften Tonträgern debütierte das Lied im April 2010 in den Billboard Hot 100 auf Platz 27. Anschließend fiel der Titel zunächst wieder aus den Charts. Nach der offiziellen Veröffentlichung im August desselben Jahres stieg er zunächst wieder auf Rang 95 ein, wobei es in der darauffolgenden Woche erneut aus der Hitliste herausfiel. Im März 2011 stieg der Tonträger erneut in die US-amerikanischen Charts ein (Platz 94), diesmal fiel es in der nächsten Woche auf Position 99, bevor es erneut herausfiel. In Kanada war das Lied wesentlich erfolgreicher, dort stieg es im April 2010 auf Platz 17 in die Charts ein.
| ChartsChartplatzierungen       | Höchstplatzierung | Wochen |
| ------------------------------ | ----------------- | ------ |
| Kanada (MC)                    | 8 (10 Wo.)        | 10     |
| Vereinigte Staaten (Billboard) | 27 (4 Wo.)        | 4      |

### Auszeichnungen für Musikverkäufe
| Land/Region               | Auszeichnungen für Musikverkäufe (Land/Region, Auszeichnung, Verkäufe) | Verkäufe  |
| ------------------------- | ---------------------------------------------------------------------- | --------- |
| Australien (ARIA)         | Platin                                                                 | 70.000    |
| Brasilien (PMB)           | 2× Platin                                                              | 120.000   |
| Vereinigte Staaten (RIAA) | Platin                                                                 | 1.000.000 |
| Insgesamt                 | 4× Platin ·                                                            | 1.190.000 |

Hauptartikel: Justin Bieber/Auszeichnungen für Musikverkäufe